# Tamanrasset (provincie)
Tamanrasset (Berbers: Tamenγest, Arabisch:ولاية تمنراست) is een provincie (wilaya) van Algerije. De hoofdstad van de provincie is Tamanrasset. De provincie heeft een oppervlakte van 556.200 km² en een inwonertal van 176.637 (2008). De bevolkingsdichtheid van de provincie is 0,32 inwoners per km². De provincie heeft nagenoeg dezelfde oppervlakte als Frankrijk.

## Bestuurlijke indeling
De provincie bestaat uit 7 daïras (districten) en 10 gemeentes. De daïras zijn:
- Abalessa
- In Ghar
- In Guezzam
- In Salah
- Tamanrasset
- Tazrouk
- Tin Zaouatine

Adrar ·
Aïn Defla ·
Aïn Témouchent ·
Algiers ·
Annaba ·
Batna ·
Béchar ·
Béjaïa ·
Biskra ·
Blida ·
Bordj Bou Arréridj ·
Bouira ·
Boumerdès ·
Chlef ·
Constantine ·
Djelfa ·
El Bayadh ·
El Oued ·
El Tarf ·
Ghardaïa ·
Guelma ·
Illizi ·
Jijel ·
Khenchela ·
Laghouat ·
Médéa ·
Mila ·
Mostaganem ·
M'Sila ·
Mascara ·
Naama ·
Oran ·
Ouargla ·
Oum el-Bouaghi ·
Relizane ·
Saïda ·
Sétif ·
Sidi-bel-Abbès ·
Skikda ·
Souk Ahras ·
Tamanrasset ·
Tébessa ·
Tiaret ·
Tindouf ·
Tipaza ·
Tissemsilt ·
Tizi Ouzou ·
Tlemcen